# Metriotracheloides
Metriotracheloides es un género de coleópteros curculionoideos de la familia Attelabidae. Legalov describió el género en 2008. Habita en Madagascar. La especie tipo es Apoderus holoxanthus. Esta es la lista de especies que lo componen:
- Metriotracheloides holoxanthus Fairmaire, 1902
- Metriotracheloides olsufiev Hustache, 1939
- Metriotracheloides regularis Ter-Minassian, 1986
- Metriotracheloides uniformis Gyllenhal, 1839